# 赫克斯福德 (阿拉巴馬州)
赫克斯福德（英語：Huxford）是一個位於美國阿拉巴馬州艾斯康比亞縣的非建制地區。該地的面積和人口皆未知。

## 地理
赫克斯福德的座標為31°13′13″N 87°27′43″W / 31.22027°N 87.46194°W，而該地最高點為海拔高度102米（即335英尺）。